# Mario Siletti Jr.
Mario Siletti Jr. (* 27. November 1925; † 7. Januar 1991 in New York City) war ein US-amerikanischer Schauspieler und Schauspiellehrer.
Siletti war der Sohn von Mario Siletti. Er begann im Alter von vier Jahren in italienischen Produktionen auf Manhattans Lower East Side zu spielen. Er studierte in Paris und London, bevor er bei MGM unter Vertrag genommen wurde. Er wurde von Stella Adler ausgebildet und war bei ihr auch als Schauspiellehrer tätig.
1974 gründete er mit Albert Schoemann und dem verstorbenen Philip Meister das National Shakespeare Conservatory. Er lebte zum Schluss in Greenwich Village und starb an einer Lungenentzündung. Siletti selbst trat nur drei Mal als Schauspieler in Erscheinung.

## Filmographie (Auswahl)
- 1951: Begegnung in Tunis
- 1964: Solo für O.N.C.E.L. (Fernsehserie, 1 Folge)
- 1964: Agent auf Kanal D